# Военно-морские силы Саудовской Аравии
Военно-морские силы Саудовской Аравии (араб. القوات البحرية الملكية السعودية‎) — один из видов вооружённых сил Саудовской Аравии. Задачами ВМС являются: охрана и оборона территориальных вод, морского шельфа и побережья, портов и объектов нефтяной инфраструктуры, защита собственных коммуникаций, поддержка действий сухопутных войск на приморских направлениях.

Флаг

## История
Военно-морские силы Саудовской Аравии были созданы в 1960-х годах. В 1970-х годах численность составляла около 200 человек. Стимулом для наращивания группировки стал захват Иранским шахом нескольких островов. В 1972 году ВМС Саудовской Аравии подписали договор с США о модернизации национальных ВМС.
На 1991 год ВМС Саудовской Аравии насчитывали 9,5 тыс. человек. В январе саудовские корабли участвовали в войне в Персидском заливе. Единственным известным эпизодом стала атака на саудовский ракетный катер Abu Obaidah самолёта F-4G ВВС США. В результате попадания ракеты с американского самолёта в корабль союзников Abu Obaidah 1 саудовский моряк погиб и 2 было тяжело ранено, катер получил повреждения.
В 2014 году был подписан контракт с французской компанией на строительство шести многоцелевых фрегатов типа FREMM.
Национальные ВМС принимали участие в борьбе с сомалийскими пиратами.
В связи с опасностью проникновения Исламского государства на акваторию Персидского залива генеральный секретарь ССАГПЗ в Эль-Кувейте озвучил возможность создания объединённых военно-морских сил арабских монархий Персидского залива. Поддерживается военно-техническое сотрудничество с ВМС США, Великобритании, Франции, Италии.

## Организационный состав
Численность составляет 15,5 тыс. человек, в том числе 3 тыс. морской пехоты, 4,5 тыс. в береговой охране.

## Пункты базирования
Штаб командования расположен в Эр-Рияде. Плавучие доки размещены в Джидде и в Эд-Даммаме. Имеются также базы береговой охраны.

### Западный флот
Западный флот базируется в Красном море, штаб и главная база расположены в Джидде. Базы: Янбу, Аль-Вайх, Хаги, Джизан.

### Восточный флот
Восточный флот базируется в Персидском заливе, штаб расположен в Эль-Джубейле, там же базируется и морская авиация. Базы: Даммам, Рас-Танура, Эль-Катиф, Эль-Шамах, Дуба, Тамва, Рас аль-Мишаб.

## Боевой состав

### Корабельный
Надводные корабли
1 (+2 заказаны) фрегата УРО типа Al Riyadh. Строятся во Франции, по проекту Lafayette (тип F-3000S) в варианте ПВО.
4 фрегата УРО типа «Аль-Мадина». Французской постройки (тип F-2000). Модернизируются с конца 90-х годов (на 2001 год два прошли модернизацию).
Ракетные катера
4 типа Badr. Американской постройки (тип PCG-1 или Tacoma). Могут классифицироваться как корветы.
9 типа As-Siddiq. Американской постройки (тип PGG-1).
Сторожевые катера
Имеется 17 больших и 39-40 малых патрульных катера, в т.ч.:
17 типа Halter (часть в береговой охране)
39 типа Simonneeua Type 51
Десантные катера
4 типа LCM-6. Водоизмещение - 62т. Десантовместимость - 34 тонны или до 80 солдат
4 типа Afif (LCU-1610). Водоизмещение - 375т. Десантовместимость - 170 тонн или до 120 солдат
Минно-тральные корабли
4 типа Addriyah. Aмериканской постройки (тип MSC-322), используются как сторожевые катера. Возможно, некоторые сняты с вооружения.
3 тральщиков Al Jawf. Английской постройки (тип Sandown).
Так же в составе флота есть - Учебные катера; Судна снабжения; Королевские яхты; Буксиры; Танкеры; Патрульные катера; Десантные катера на воздушной подушке

### Авиационный
- 12 боевых вертолётов
- 34 поисково-спасательных вертолёта
- 6 самолётов патрульной авиации

## Боевая техника

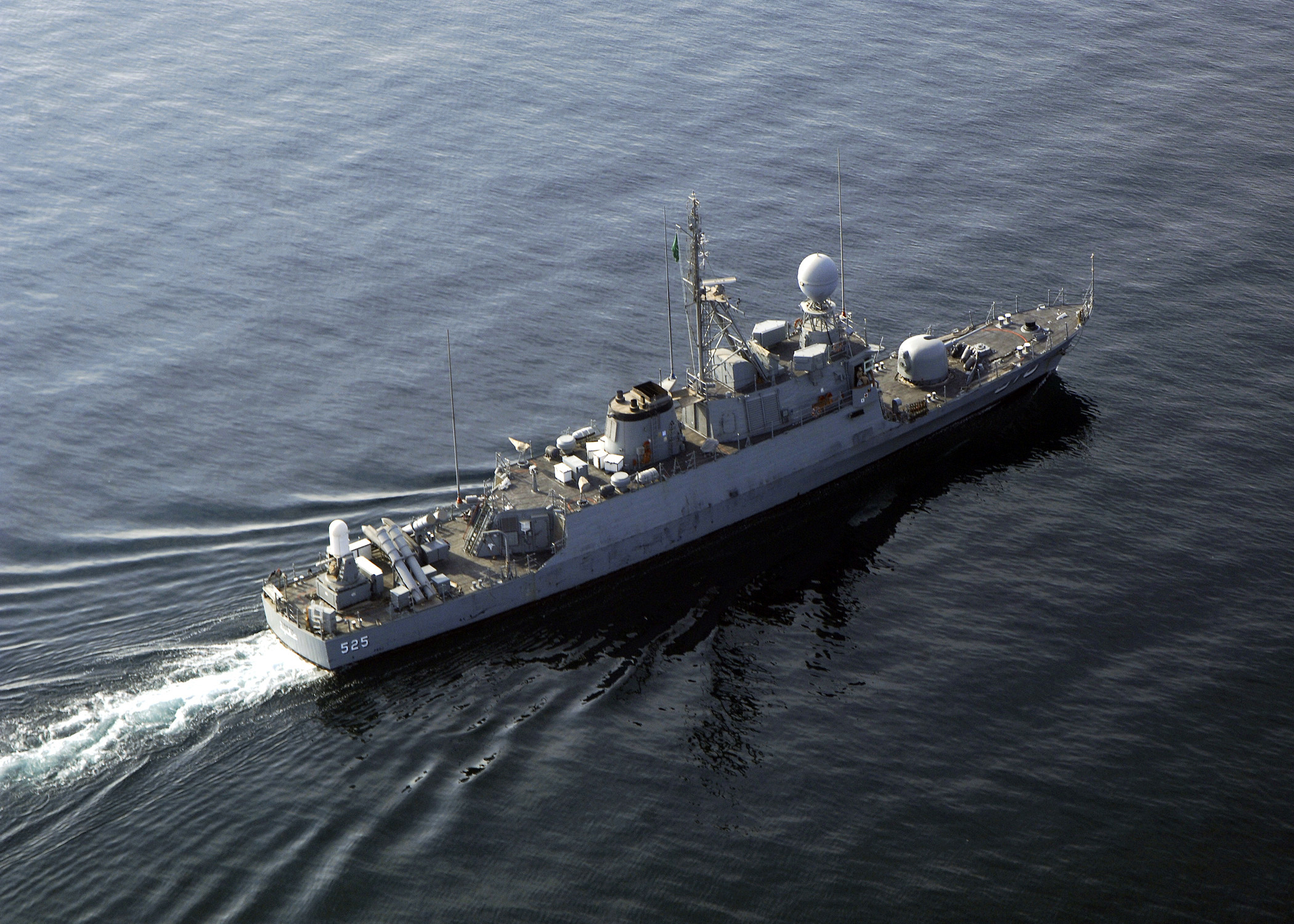
Ракетно-патрульный катер
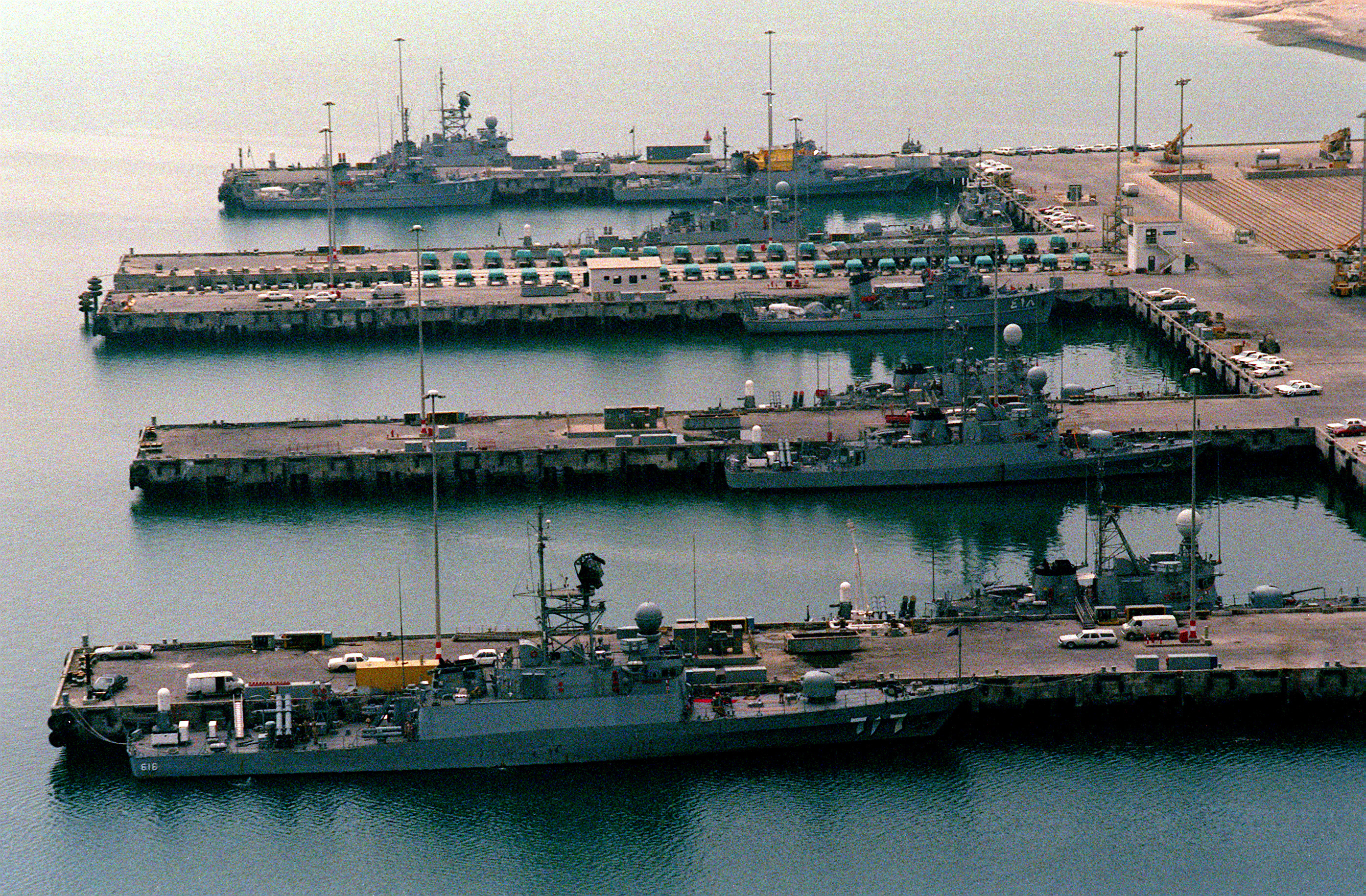
База в Эль-Джубейле
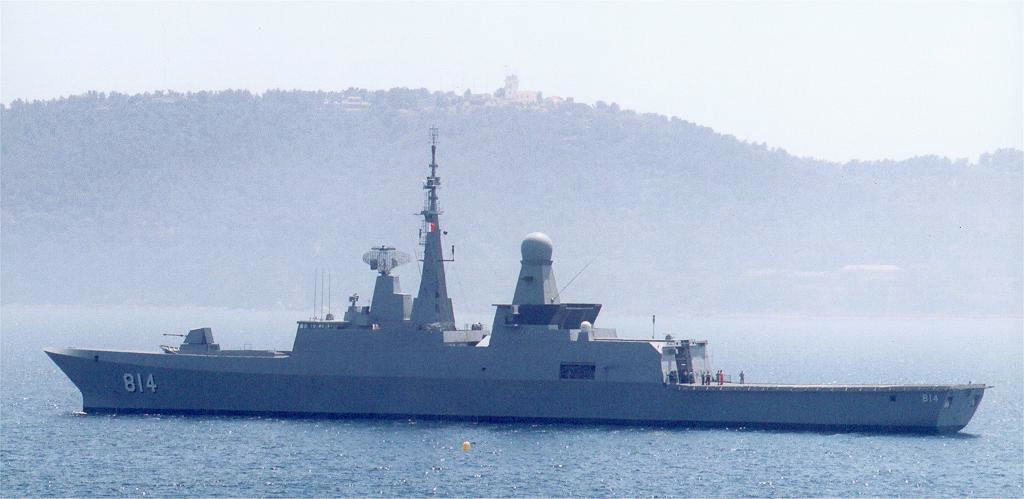
Фрегат типа Эр-Рияд